# 呂建剛
呂 建剛（りょ けんごう、ル・チェンガン、ピン音：Lǚ Jiàngāng , 1979年2月19日 - ）は、中国・天津市出身の元プロ野球選手（投手）。最速140キロのストレートとキレのあるカーブやスライダーなどが持ち味。

## 経歴
南開大付属中卒業後、アマチュアの天津チームに入団。このころから陳坤らとともに中国球界屈指の若手本格派投手として注目される。野球を始める前までは陸上競技の選手であった。
1998年、かねてから中国人選手のキャンプ受け入れなどを行っていた中日ドラゴンズに練習生として入団。その年のバンコクアジア大会で中国代表デビューを果たす。
1999年、素質を見込まれ晴れて支配下登録選手として中日と正式契約を結び、中国人初のプロ野球選手となる。背番号は69。ただし選手育成と中国球界の発展及び交流を目的とした獲得だったため、1軍での登板はなく、2軍での登板機会もごくわずかであった。2000年に一度だけ1軍登録されたことがあるが、1試合も投げることなくすぐに2軍落ちした。
2002年、世界大学野球選手権、釜山アジア大会に中国代表として出場したがアジア大会の際に肘を故障、さらに異国での生活のストレスなどもあり同年限りで中日を退団、中国に帰国した。実績を残せないまま日本を去ったものの、その後も中日からの要請で中国球界とのパイプ役を引き受け、精力的に活動している。帰国後は地元の野球リーグ、天津ライオンズに入団。背番号は17。
帰国後は故障の影響もありしばらくプレーができず、2005年のアジアシリーズは選手登録されるも登板はなし。2006年のWBCにも出場できなかったものの、その後順調に回復。
2006年、故障からの見事な復活劇を果たし、中国野球リーグ最優秀投手賞を受賞。中国代表が初出場した同年のハーレム・ベースボールウィークでは大学生で編成された台湾相手に完封勝利を挙げた。アジアシリーズ、ドーハアジア大会にも出場。アジアシリーズでは選手登録されたものの、2年連続で出場機会は無かった。
2007年、中国野球リーグMVPと最優秀投手賞を受賞。北京オリンピックプレ大会で先発登板し、フランス戦では6回1失点の好投を見せ勝利投手になったものの、かつての師である星野仙一監督率いる日本相手には5回4失点で敗戦投手となる。アジアシリーズでは、その年日本シリーズを制した古巣の中日相手に先発し、7回途中まで投げて5失点（自責点は4点）で敗戦投手にこそなったものの、5回途中まで中日打線を無安打に抑えるなど好投。
2008年、3年連続となる中国野球リーグ最優秀投手賞を受賞。北京オリンピック野球1次リーグにおいて、中国代表が台湾代表との試合を延長タイブレークに持ち込み、4点差を跳ね返し逆転サヨナラで勝利した。この勝利は中国代表チームのオリンピック初勝利であり、またアジア3強の一角、プロ選手で編成された台湾を破ったという意味で歴史的な1勝であった。呂はこの試合の勝ち投手になり、中国野球の歴史に名を残すこととなった。また、中国野球リーグにおける天津ライオンズの優勝に伴い、4年連続でアジアシリーズに出場（同年は中国として初めて、アジアシリーズに優勝チームが単独出場）した。
2009年、WBCで台湾戦に先発登板し、6回途中まで無失点。同大会初勝利となる歴史的な1勝をあげた。中国代表として天津ライオンズが派遣されたアジア野球選手権にも出場。
2010年、広州アジア大会中国代表に選出されるが、準決勝の韓国戦で秋信守らを擁する強力打線に屈し、敗戦投手となる。
2013年、WBCの一次予選で日本戦とブラジル戦に、リードされている場面で中継ぎとして登板し、いずれも無失点に抑えている。既に互いに一次リーグ敗退が決まっていたブラジル戦では、登板直後に味方が大量点を奪い逆転したことで勝利投手となった。
現在は第一線からは退き、中国で野球の普及に努めている。
2023年から、古巣である天津ライオンズの監督に就任した。

## 人物
長年、中国代表で絶対的なエースとしての地位を確立していた。代表での背番号は所属の天津ライオンズと同じ17。代表の主力投手である王楠も北京タイガースでは同じ17番を着けていたが、代表においては呂建剛に譲っており、実質的に中国のエースナンバーとなっている。
故障前の投球スタイルは球威を前面に押し出した投球であったが、故障からの復帰後は130キロ台のツーシームにキレのいいスライダー、カーブを中心とした制球重視の投球で時折フォークも投げる。中日在籍時はオーバースローだったが、現在は横手ぎみのスリークォーターに投球フォームを変えている。
日本語が得意であり、中日に在籍していた2002年の秋季キャンプにおいて、取材に訪れていた中日スポーツの記者に、たまたま読んでいた日本語の新聞の内容を何の苦も無く完璧に説明してみせて記者を驚かせていた。中日在籍時はほとんど通訳を必要としなかったという。来日後、初めて覚えた日本語は「食べすぎ」。これは選手寮などで食事の際、プロ選手としては好ましくないほど食べていたために、同僚の選手（主に森野将彦）などから「食べすぎ」だとよく言われていたからである。
2007年アジアシリーズでは、中日の落合博満監督に「呂に完投能力があったら負けていたかもしれない」と言わしめた。なお、本人は古巣との試合で投げることになったことに関して「緊張はしなかった。自分の持てる力を全て見せる事が出来た。とても楽しかった」と語っている。
中日在籍時、チームメイトの曹竣揚と仲が良かった。

## 詳細情報

### 年度別投手成績
- 一軍公式戦出場なし

### 背番号
- 69 （1999年 - 2002年）
- 17 （2003年 - 2015年）
- 71 （2023年 - ）